# Juan Gerardi
Juan José Gerardi Conedera (* 27. Dezember 1922 in Guatemala (Stadt); † 26. April 1998 ebenda) war ein guatemaltekischer römisch-katholischer Bischof, der sich in seinem Land für die Aufarbeitung der während des Bürgerkrieges begangenen Verbrechen einsetzte und von Mitgliedern der guatemaltekischen Streitkräfte ermordet wurde.

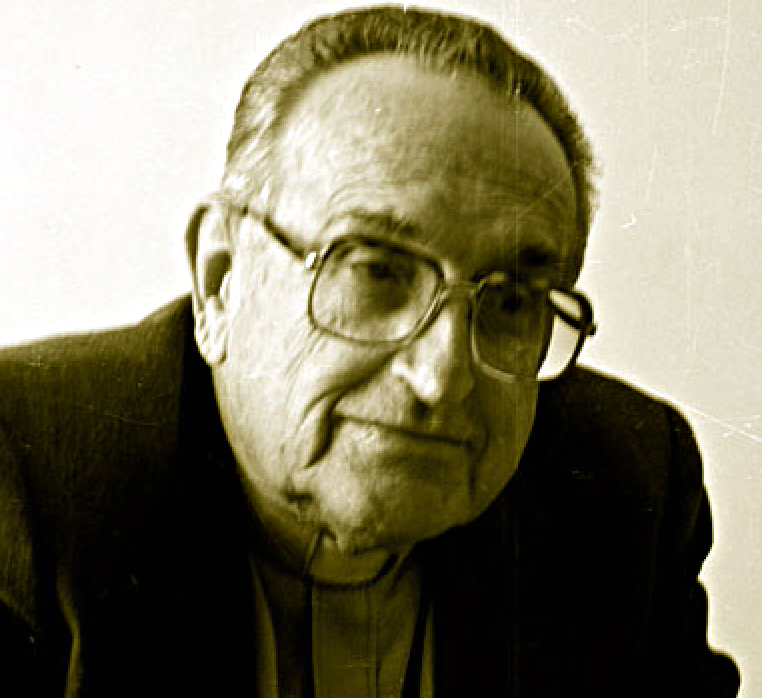
Bischof Juan Gerardi (1996)

## Leben

### Werdegang
Juan Gerardi, dessen Vorfahren aus Italien stammen, besuchte das Priesterseminar seiner Heimatstadt Guatemala. Mit Hilfe eines Stipendiums konnte er in New Orleans in den Vereinigten Staaten Theologie studieren. Am 21. Dezember 1946 wurde er zum Priester geweiht und war anschließend in verschiedenen Landgemeinden Guatemalas wie Mataquescuintla, San Pedro Sacatepéquez und Palencia, aber auch in der Hauptstadt als Seelsorger tätig.

### Wirken als Bischof
Am 9. Mai 1967 wurde er zum Bischof von Verapaz ernannt und trat sein Amt am 11. August desselben Jahres an. Er engagierte sich stark in der pastoralen Arbeit in den Gemeinden der indigenen Bevölkerung (pastoral indígena). Während der 1970er Jahre, in der Zeit des guatemaltekischen Bürgerkrieges, setzte er sich für die offizielle Anerkennung der indigenen Landessprachen in Guatemala ein und konnte die Zulassung zweier Radiosender erwirken, die in Maya-Sprachen sendeten. Im Jahr 1974 wurde er zum Bischof von Santa Cruz del Quiché ernannt, blieb aber auch weiterhin Apostolischer Administrator des Bistums Verapaz.
In seinen Bistümern setzte er sich für die Umsetzung der Beschlüsse des Zweiten Vatikanischen Konzils und der 2. Generalversammlung der Bischofskonferenzen von Lateinamerika und der Karibik (CELAM) von 1968 in Medellín ein. Wie schon vor seiner Bischofsernennung war er häufig mit Menschenrechtsfragen befasst und wurde in seinem Land zum führenden Akteur bei der Aufdeckung von Menschenrechtsverletzungen.
Von 1980 und 1983 kam es im Rahmen der Auseinandersetzungen zwischen der Armee und verschiedenen Guerillagruppen in El Quiché zusehends zu Gewalteskalationen. Hunderte katholischer Katecheten sowie die meist aus dem Volk der Maya stammenden Vorstände der christlichen Gemeinden wurden ermordet. Gerardi appellierte wiederholt an die militärischen Befehlshaber, Exzesse und Misshandlungen zu unterbinden und ihre Soldaten zu disziplinieren.
Im Jahr 1980 hatte Gerardi den Vorsitz in der Bischofskonferenz Guatemalas inne. Er sprach offen die Ereignisse des 31. Januar 1980 an, als durch ein Feuer in der spanischen Botschaft 39 Menschen ihr Leben verloren. Die Brandstifter wurde vielfach in Regierungskreisen vermutet. Im selben Jahr nahm er an einer im Vatikan stattfindenden Bischofssynode teil. Nach deren Abschluss wurde ihm die Wiedereinreise in sein Heimatland widerrechtlich verweigert. Er reiste zunächst in das benachbarte El Salvador, wo ihm jedoch kein Asylrecht gewährt wurde. Bis zum Sturz des guatemaltekischen Militärherrschers Fernando Romeo Lucas García im Jahr 1982 hielt er sich schließlich in Costa Rica und Mexiko auf. Nach dem zweijährigen Exil entschloss er sich, das Amt des Bischofs von Santa Cruz del Quiché aufzugeben, und kehrte nicht wieder in seine Diözese zurück.
Am 28. August 1984 wurde er von Papst Johannes Paul II. zum Weihbischof im Erzbistum von Guatemala und Titularbischof von Guardialfiera ernannt.

### Nationale Versöhnungskommission
Im Jahr 1988 entsandte die Bischofskonferenz Gerardi und Rodolfo Quezada Toruño in die Nationale Versöhnungskommission. Es folgte die Einrichtung eines Menschenrechtsbüros des Erzbistums (Oficina de Derechos Humanos del Arzobispado, ODHA), das bis heute Opfer von Menschenrechtsverletzungen unterstützt. In diesem Zusammenhang wurde auch ein Projekt zur „Wiedererlangung der historischen Erinnerung“ (Recuperación de la Memoria Histórica, REMHI) ins Leben gerufen, das die Aufarbeitung der Ereignisse des Bürgerkriegs ermöglichen sollte. Gerardi leitete die Arbeit dieser Kommission vier Jahre lang als Direktor.
Am 24. April 1998 stellte das Projekt die Ergebnisse seiner Arbeit vor und präsentierte den Bericht Guatemala: Nunca más („Nie wieder“). In diesem Bericht sind die Aussagen tausender Zeugen und Opfer der Unterdrückungen und Gewalttaten während des Bürgerkrieges aufgezeichnet; die meisten Verbrechen werden darin der Armee und Regierungsmitarbeitern zugeschrieben.
Die historische Aufarbeitung, mit der Gerardi und seine Mitarbeiter in der REMHI-Kommission begonnen hatten, bildete die Grundlage für die darauf aufbauende Arbeit der von den Vereinten Nationen geförderten Wahrheitskommission (Historical Clarification Commission, CEH), die im Rahmen des 1996 beginnenden Friedensprozesses ihre Arbeit aufnahm.
Dass die kirchliche Erinnerungskommission die guatemaltekischen Streitkräfte für die Mehrzahl der Toten während des Bürgerkrieges verantwortlich machte, nahmen Repräsentanten des Militärs und der mit ihm eng verbundenen staatlichen Organe und privaten Interessengruppen Bischof Gerardi persönlich übel. Die Einseitigkeit, die man der REMHI von staatlicher Seite vorwarf, wurde dabei auf den Einfluss seiner angeblich „kommunistischen“ politischen Einstellung zurückgeführt. Die unter der Kontrolle der UNO eingerichtete Wahrheitskommission kam bei ihrer Arbeit allerdings zu sehr ähnlichen Ergebnissen.

### Ermordung
Zwei Tage nach der Vorstellung des REMHI-Berichtes wurde Bischof Gerardi am Abend des 26. April 1998 in der Garage seines Hauses in Guatemala-Stadt erschlagen. Die bis heute unbekannten unmittelbaren Mörder, bei denen es sich um Soldaten oder Ex-Soldaten aus dem Befehlsbereich der später verurteilten Offiziere gehandelt haben soll, drangen in das Bischofshaus ein, als Gerardi sein Fahrzeug in die Garage fuhr. Unmittelbar nach dem Mord kamen ein Hauptmann und ein ehemaliger Unteroffizier der guatemaltekischen Präsidentengarde zum Tatort, veränderten die Spuren und filmten die Leiche. Die Täter benutzten eine Betonplatte, mit der sie den Kopf des Toten zerquetschten. Durch die Verletzungen war er derart entstellt, dass sein Gesicht nicht mehr erkennbar war und der Leichnam nur anhand des Bischofsrings identifiziert werden konnte.
Unmittelbar nach der Tat, die sofort internationale Beachtung fand, bemühten sich regierungsnahe Stellen durch verschiedene, oft abwegige Tathypothesen, die Ermittlungen zu erschweren. So wurde versucht, den Mord als Eifersuchtsdrama oder Einbruch ohne politischen Hintergrund hinzustellen. Nach Einschätzung von Giancarlo Collet ist der Tod des Bischofs zweifelsfrei als direkte Folge seines Einsatzes „als Anwalt der Rechte der Armen“ zu bewerten.
Am 8. Juni 2001 wurden drei Armeeangehörige – Oberst Byron Disrael Lima Estrada, dessen Sohn Hauptmann Byron Lima Oliva und der ehemalige Sergeant José Obdulio Villanueva Arévalo – als Anstifter bzw. Mittäter zu jeweils 30-jährigen Haftstrafen verurteilt. Der Priester Mario Orantes Nájera, der sich während der Tat im Haus aufgehalten hatte, wurde als Komplize der Mörder zu einer 20-jährigen Freiheitsstrafe verurteilt. Oberst Lima war in den 1980er Jahren als antikommunistischer Militär in der sogenannten School of the Americas von amerikanischen Armee- und Geheimdienstoffizieren ausgebildet worden und hatte später wie die übrigen Tatbeteiligten für die Präsidentengarde gearbeitet. Sein Name war im REMHI-Bericht genannt gewesen. Der Prozess war ein Präzedenzfall, insoweit zum ersten Mal Militärangehörige von einem ordentlichen Strafgericht abgeurteilt wurden. Sie gingen in Berufung, und im März 2005 wurde durch das Appellationsgericht das Strafmaß für Vater und Sohn Lima auf 20 Jahre herabgesetzt, die Strafe von Orantes blieb unverändert. Villanueva war vor der Verkündung des Berufungsurteils im Gefängnis ermordet worden. Vom Verfassungsgericht Guatemalas wurde die Herabsetzung der Strafen im April 2007 bestätigt. Im Juli 2016 wurde auch Lima Oliva im Gefängnis ermordet.
Obwohl die Autoren Maite Rico und Bertrand De La Grange in ihrem Buch ¿Quién mató al Obispo? („Wer ermordete den Bischof?“) feststellten, dass auch das Gerichtsverfahren stärker von politischen Motiven als durch das Ziel, die vollständige Wahrheit über die Ermordung des Bischofs herauszufinden, bestimmt gewesen sei, setzte sich die durch die Urteilsbegründung gestützte Einschätzung durch, wonach die Tat akribisch geplant und für die Durchführung eine lange Befehlskette mit zahlreichen Beteiligten notwendig gewesen war, von denen viele bis heute nicht belangt wurden.

## Auszeichnungen
- 1984 Shalom-Preis